# Zlín (distrikt)
Zlín (tjeckiska: okres Zlín) är ett distrikt i Tjeckien. Det ligger i regionen Zlín, i den östra delen av landet, 260 km öster om huvudstaden Prag. Antalet invånare är 193 331. Arean är 1 034 kvadratkilometer. Distriktet Zlín gränsar till Uherské Hradiště.
Terrängen i distriktet Zlín är huvudsakligen kuperad.
Distriktet Zlín delas in i:
- Zlín
- Biskupice
- Lutonina
- Lípa
- Újezd
- Šanov
- Šarovy
- Štítná nad Vláří-Popov
- Želechovice nad Dřevnicí
- Žlutava
- Loučka
- Mysločovice
- Sehradice
- Pohořelice
- Slušovice
- Rokytnice
- Návojná
- Jasenná
- Sazovice
- Jestřabí
- Podkopná Lhota
- Dolní Lhota
- Pozlovice
- Halenkovice
- Provodov
- Machová
- Hrobice
- Velký Ořechov
- Poteč
- Březůvky
- Bohuslavice nad Vláří
- Bohuslavice u Zlína
- Bratřejov
- Dešná
- Vlachovice
- Luhačovice
- Vlčková
- Neubuz
- Brumov-Bylnice
- Vizovice
- Otrokovice
- Napajedla
- Březová
- Lhotsko
- Bělov
- Březnice
- Horní Lhota
- Nedašov
- Dobrkovice
- Doubravy
- Drnovice
- Držková
- Podhradí
- Karlovice
- Veselá
- Fryšták
- Valašské Klobouky
- Haluzice
- Hostišová
- Hvozdná
- Slavičín
- Hřivínův Újezd
- Racková
- Vysoké Pole
- Petrůvka
- Nedašova Lhota
- Trnava
- Kaňovice
- Kašava
- Kelníky
- Oldřichovice
- Vlachova Lhota
- Tečovice
- Ludkovice
- Lukoveček
- Lhota
- Komárov
- Křekov
- Lipová
- Lukov
- Slopné
- Rudimov
- Ostrata
- Tichov
- Všemina
- Ublo
- Tlumačov
- Spytihněv
- Zádveřice-Raková

Följande samhällen finns i distriktet Zlín:
- Zlín
- Otrokovice
- Napajedla
- Luhačovice
- Vizovice
- Halenkov